# Lips Are Movin

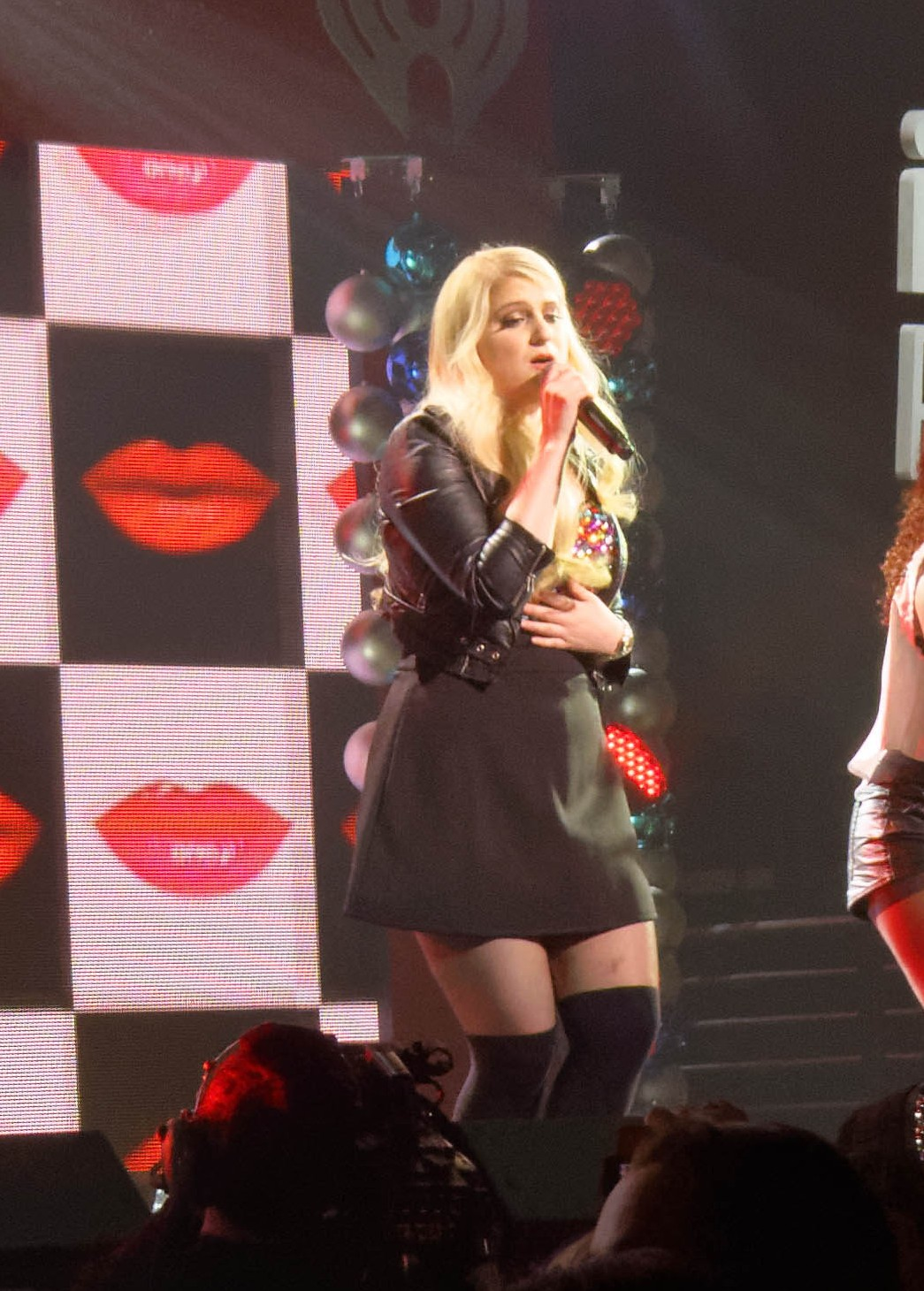
Meghan Trainor zingt Lips Are Movin

"Lips Are Movin" is een single van de Amerikaanse zangeres Meghan Trainor. Het is geschreven door Trainor en Kevin Kadish en is uitgegeven door Epic Records op 21 oktober 2014 als de tweede single van Trainors vierde studioalbum Title dat in 2015 uitkwam.
De bijhorende videoclip is geregisseerd door Philip Andelman en kwam uit op 19 november 2014. Binnen twee dagen na de release van de videoclip, was de clip al meer dan 2,5 miljoen keer bekeken op YouTube.

## Tracklijst
| Nr. | Titel          | Duur |
| --- | -------------- | ---- |
| 1.  | Lips Are Movin | 3:01 |

| Nr. | Titel                                 | Duur |
| --- | ------------------------------------- | ---- |
| 1.  | Lips Are Movin                        | 3:03 |
| 2.  | Lips Are Movin (instrumentale versie) | 3:03 |

| Nr. | Titel                                 | Duur |
| --- | ------------------------------------- | ---- |
| 1.  | Lips Are Movin                        | 3:03 |
| 2.  | Lips Are Movin (instrumentale versie) | 3:03 |

## Hitnoteringen

### Nederlandse Top 40
| Hitnotering: 06-12-2014 t/m 11-04-2015 | Hitnotering: 06-12-2014 t/m 11-04-2015 | Hitnotering: 06-12-2014 t/m 11-04-2015 | Hitnotering: 06-12-2014 t/m 11-04-2015 | Hitnotering: 06-12-2014 t/m 11-04-2015 | Hitnotering: 06-12-2014 t/m 11-04-2015 | Hitnotering: 06-12-2014 t/m 11-04-2015 | Hitnotering: 06-12-2014 t/m 11-04-2015 | Hitnotering: 06-12-2014 t/m 11-04-2015 | Hitnotering: 06-12-2014 t/m 11-04-2015 | Hitnotering: 06-12-2014 t/m 11-04-2015 | Hitnotering: 06-12-2014 t/m 11-04-2015 | Hitnotering: 06-12-2014 t/m 11-04-2015 | Hitnotering: 06-12-2014 t/m 11-04-2015 | Hitnotering: 06-12-2014 t/m 11-04-2015 | Hitnotering: 06-12-2014 t/m 11-04-2015 | Hitnotering: 06-12-2014 t/m 11-04-2015 | Hitnotering: 06-12-2014 t/m 11-04-2015 | Hitnotering: 06-12-2014 t/m 11-04-2015 | Hitnotering: 06-12-2014 t/m 11-04-2015 |
| Week:                                  | 1                                      | 2                                      | 3                                      | 4                                      | 5                                      | 6                                      | 7                                      | 8                                      | 9                                      | 10                                     | 11                                     | 12                                     | 13                                     | 14                                     | 15                                     | 16                                     | 17                                     | 18                                     |                                        |
| -------------------------------------- | -------------------------------------- | -------------------------------------- | -------------------------------------- | -------------------------------------- | -------------------------------------- | -------------------------------------- | -------------------------------------- | -------------------------------------- | -------------------------------------- | -------------------------------------- | -------------------------------------- | -------------------------------------- | -------------------------------------- | -------------------------------------- | -------------------------------------- | -------------------------------------- | -------------------------------------- | -------------------------------------- | -------------------------------------- |
| Positie:                               | 34                                     | 16                                     | 12                                     | 14                                     | 12                                     | 11                                     | 10                                     | 12                                     | 12                                     | 14                                     | 15                                     | 17                                     | 19                                     | 21                                     | 25                                     | 30                                     | 36                                     | 37                                     | uit                                    |

### NederlandseSingle Top 100
| Hitnotering: 15-11-2014 t/m 09-05-2015 | Hitnotering: 15-11-2014 t/m 09-05-2015 | Hitnotering: 15-11-2014 t/m 09-05-2015 | Hitnotering: 15-11-2014 t/m 09-05-2015 | Hitnotering: 15-11-2014 t/m 09-05-2015 | Hitnotering: 15-11-2014 t/m 09-05-2015 | Hitnotering: 15-11-2014 t/m 09-05-2015 | Hitnotering: 15-11-2014 t/m 09-05-2015 | Hitnotering: 15-11-2014 t/m 09-05-2015 | Hitnotering: 15-11-2014 t/m 09-05-2015 | Hitnotering: 15-11-2014 t/m 09-05-2015 | Hitnotering: 15-11-2014 t/m 09-05-2015 | Hitnotering: 15-11-2014 t/m 09-05-2015 | Hitnotering: 15-11-2014 t/m 09-05-2015 | Hitnotering: 15-11-2014 t/m 09-05-2015 | Hitnotering: 15-11-2014 t/m 09-05-2015 | Hitnotering: 15-11-2014 t/m 09-05-2015 | Hitnotering: 15-11-2014 t/m 09-05-2015 | Hitnotering: 15-11-2014 t/m 09-05-2015 | Hitnotering: 15-11-2014 t/m 09-05-2015 | Hitnotering: 15-11-2014 t/m 09-05-2015 | Hitnotering: 15-11-2014 t/m 09-05-2015 | Hitnotering: 15-11-2014 t/m 09-05-2015 | Hitnotering: 15-11-2014 t/m 09-05-2015 | Hitnotering: 15-11-2014 t/m 09-05-2015 | Hitnotering: 15-11-2014 t/m 09-05-2015 | Hitnotering: 15-11-2014 t/m 09-05-2015 | Hitnotering: 15-11-2014 t/m 09-05-2015 |
| Week:                                  | 1                                      | 2                                      | 3                                      | 4                                      | 5                                      | 6                                      | 7                                      | 8                                      | 9                                      | 10                                     | 11                                     | 12                                     | 13                                     | 14                                     | 15                                     | 16                                     | 17                                     | 18                                     | 19                                     | 20                                     | 21                                     | 22                                     | 23                                     | 24                                     | 25                                     | 26                                     |                                        |
| -------------------------------------- | -------------------------------------- | -------------------------------------- | -------------------------------------- | -------------------------------------- | -------------------------------------- | -------------------------------------- | -------------------------------------- | -------------------------------------- | -------------------------------------- | -------------------------------------- | -------------------------------------- | -------------------------------------- | -------------------------------------- | -------------------------------------- | -------------------------------------- | -------------------------------------- | -------------------------------------- | -------------------------------------- | -------------------------------------- | -------------------------------------- | -------------------------------------- | -------------------------------------- | -------------------------------------- | -------------------------------------- | -------------------------------------- | -------------------------------------- | -------------------------------------- |
| Positie:                               | 69                                     | 55                                     | 45                                     | 30                                     | 27                                     | 30                                     | 28                                     | 22                                     | 16                                     | 14                                     | 16                                     | 17                                     | 18                                     | 22                                     | 24                                     | 28                                     | 30                                     | 31                                     | 37                                     | 40                                     | 47                                     | 50                                     | 51                                     | 54                                     | 74                                     | 95                                     | uit                                    |

### 3FM Mega Top 50
| Hitnotering: 22-11-2014 t/m 25-04-2015 | Hitnotering: 22-11-2014 t/m 25-04-2015 | Hitnotering: 22-11-2014 t/m 25-04-2015 | Hitnotering: 22-11-2014 t/m 25-04-2015 | Hitnotering: 22-11-2014 t/m 25-04-2015 | Hitnotering: 22-11-2014 t/m 25-04-2015 | Hitnotering: 22-11-2014 t/m 25-04-2015 | Hitnotering: 22-11-2014 t/m 25-04-2015 | Hitnotering: 22-11-2014 t/m 25-04-2015 | Hitnotering: 22-11-2014 t/m 25-04-2015 | Hitnotering: 22-11-2014 t/m 25-04-2015 | Hitnotering: 22-11-2014 t/m 25-04-2015 | Hitnotering: 22-11-2014 t/m 25-04-2015 | Hitnotering: 22-11-2014 t/m 25-04-2015 | Hitnotering: 22-11-2014 t/m 25-04-2015 | Hitnotering: 22-11-2014 t/m 25-04-2015 | Hitnotering: 22-11-2014 t/m 25-04-2015 | Hitnotering: 22-11-2014 t/m 25-04-2015 | Hitnotering: 22-11-2014 t/m 25-04-2015 | Hitnotering: 22-11-2014 t/m 25-04-2015 | Hitnotering: 22-11-2014 t/m 25-04-2015 | Hitnotering: 22-11-2014 t/m 25-04-2015 | Hitnotering: 22-11-2014 t/m 25-04-2015 | Hitnotering: 22-11-2014 t/m 25-04-2015 | Hitnotering: 22-11-2014 t/m 25-04-2015 |
| Week:                                  | 1                                      | 2                                      | 3                                      | 4                                      | 5                                      | 6                                      | 7                                      | 8                                      | 9                                      | 10                                     | 11                                     | 12                                     | 13                                     | 14                                     | 15                                     | 16                                     | 17                                     | 18                                     | 19                                     | 20                                     | 21                                     | 22                                     | 23                                     |                                        |
| -------------------------------------- | -------------------------------------- | -------------------------------------- | -------------------------------------- | -------------------------------------- | -------------------------------------- | -------------------------------------- | -------------------------------------- | -------------------------------------- | -------------------------------------- | -------------------------------------- | -------------------------------------- | -------------------------------------- | -------------------------------------- | -------------------------------------- | -------------------------------------- | -------------------------------------- | -------------------------------------- | -------------------------------------- | -------------------------------------- | -------------------------------------- | -------------------------------------- | -------------------------------------- | -------------------------------------- | -------------------------------------- |
| Positie:                               | 48                                     | 46                                     | 25                                     | 17                                     | 16                                     | 18                                     | 13                                     | 12                                     | 12                                     | 14                                     | 7                                      | 11                                     | 11                                     | 11                                     | 13                                     | 20                                     | 21                                     | 28                                     | 38                                     | 36                                     | 35                                     | 47                                     | 49                                     | uit                                    |

## Releasedata
| Land                | Releasedatum     | Formaat        | Label |
| ------------------- | ---------------- | -------------- | ----- |
| Oostenrijk          | 21 oktober 2014  | Muziekdownload | Epic  |
| Duitsland           | 21 oktober 2014  | Muziekdownload | Epic  |
| Zwitserland         | 21 oktober 2014  | Muziekdownload | Epic  |
| Verenigde Staten    | 21 oktober 2014  | Radio          | Epic  |
| Verenigd Koninkrijk | 18 januari 2015  | Muziekdownload | Epic  |
| Duitsland           | 13 februari 2015 | cd-single      | Epic  |